# Top of the World (The Carpenters-låt)
Top of the World är en sång skriven av Richard Carpenter och John Bettis inspelad 1973 av The Carpenters. Låten toppade Billboard Hot 100 1973, och blev duons andra singeletta i USA. Först var den tänkt att bli ett albumspår för the Carpenters på albumet A Song for You, och Lynn Anderson spelade in en cover på låten; Lynn Andersons version nådde topplaceringen #2 på USA:s countrysingellistor i mitten av 1973. Lynn Andersons framgång fick Carpenters att den 17 september 1973 släppta en ny version på singel, som toppade USA:s popsingellistor. Karen Carpenter gjorde en nyinspelning av låten för gruppens första samlingsalbum, då hon inte var nöjd med originalversionen. Richard Carpenter har remixat låten, senast för deras 35-årsjubileumssamling Gold.

## Listplaceringar

### The Carpenters
| Lista (1973)                  | Topplacering |
| ----------------------------- | ------------ |
| USA:s Billboard Hot 100       | 1            |
| US:s Billboard Easy Listening | 2            |
| Record World                  | 3            |
| Kanadas RPM Top Singles Chart | 1            |
| Oricon (Japan)-singellistan   | 21           |
| Brittiska singellistan        | 5            |

### Lynn Anderson
| Lista (1973)                                  | Topplacering |
| --------------------------------------------- | ------------ |
| USA:s Billboard Hot Country Singles           | 2            |
| USA:s Billboard Hot Adult Contemporary Tracks | 34           |
| USA:s Billboard Hot 100                       | 74           |
| Kanadas RPM Country Tracks                    | 1            |
| Kanadas RPM Adult Contemporary Tracks         | 30           |

## Andra coverversioner
En tysk cover "Ich hab' es gern" kom redan 1973 och sjöngs av svenskan Siv-Inger Svensson.
Det svenska dansbandet Vikingarna hade 1974 en hit på Svensktoppen med en coverversion med svensk text av Benny Borg, "På världens tak", vilket var Vikingarnas första låt på Svensktoppen.  Vikingarna gjorde även en nyinspelning av sin version 2004.
En finsk cover av Pertti Reponen, "Tänään huipulla" (1974) sjöngs av Fredi.
1992 var Björk och spelade in en cover på låten, då i The Sugarcubes, på albumet Walkabout.
Shonen Knifes cover var avslutande melodi till filmen The Last Supper och den fanns även med till filmen The Parent Trap 1998.
Mark O'Connor spelade en akustisk gitarr och (David Grisman)-version av låten 1979 på albuumet Markology.
2006 spelades en bossa-nova-version av låten in av Naomi's & Goros album HOME.
Mona Gustafsson spelade 2010 in låten på albumet Countrypärlor. 
En version på kantonesiska, med en kristen sångtext som heter 冰天的太陽, har också skrivits.

### Fotnoter
1. ↑  Svensktoppen - 1974
2. ↑  ”Aftonbladet”. 25 maj 2004. http://www.aftonbladet.se/nojesbladet/kronikorer/article213083.ab?service=print. Läst 8 juli 2011.
3. ↑  ”Svensk mediedatabas”. http://smdb.kb.se/catalog/id/002641313. Läst 6 maj 2011.